# Encyclia acutifolia
Encyclia Acutifolia es una especie de orquídea epífita endémica de Cuba.<ref>

## Descripción
Plantas epifitas, que pueden llegar hasta 60 cm de alto, con pseudobulbos. Hojas de 1-2, coriáceas, de forma linear-oblonga, que miden 25 cm de largo por 1,5 cm de ancho. La inflorescencia es terminal, en un racimo de alrededor de 40 cm de largo, puede llegar a tener hasta 30 flores abiertas a la vez. Se diferencia de otras especies de Encyclias en que los lóbulos laterales del labelo son reflexos. 

## Distribución
Esta planta sólo se encuentra en la región oriental de Cuba, de donde es endémica. Crece desde la costa hasta las mayores elevaciones del norte de las provincias Holguín y Guantánamo.

## Taxonomía
Encyclia acutifolia fue descrita por Schlechter.
Etimología
Encyclia: nombre genérico que procede del griego: “enkyklein” = (encerrar o rodear), en referencia a los lóbulos laterales del labelo que rodean la columna.
Acutifolia: epíteto latino que significa "con hojas puntiagudas"